# 두원 운석

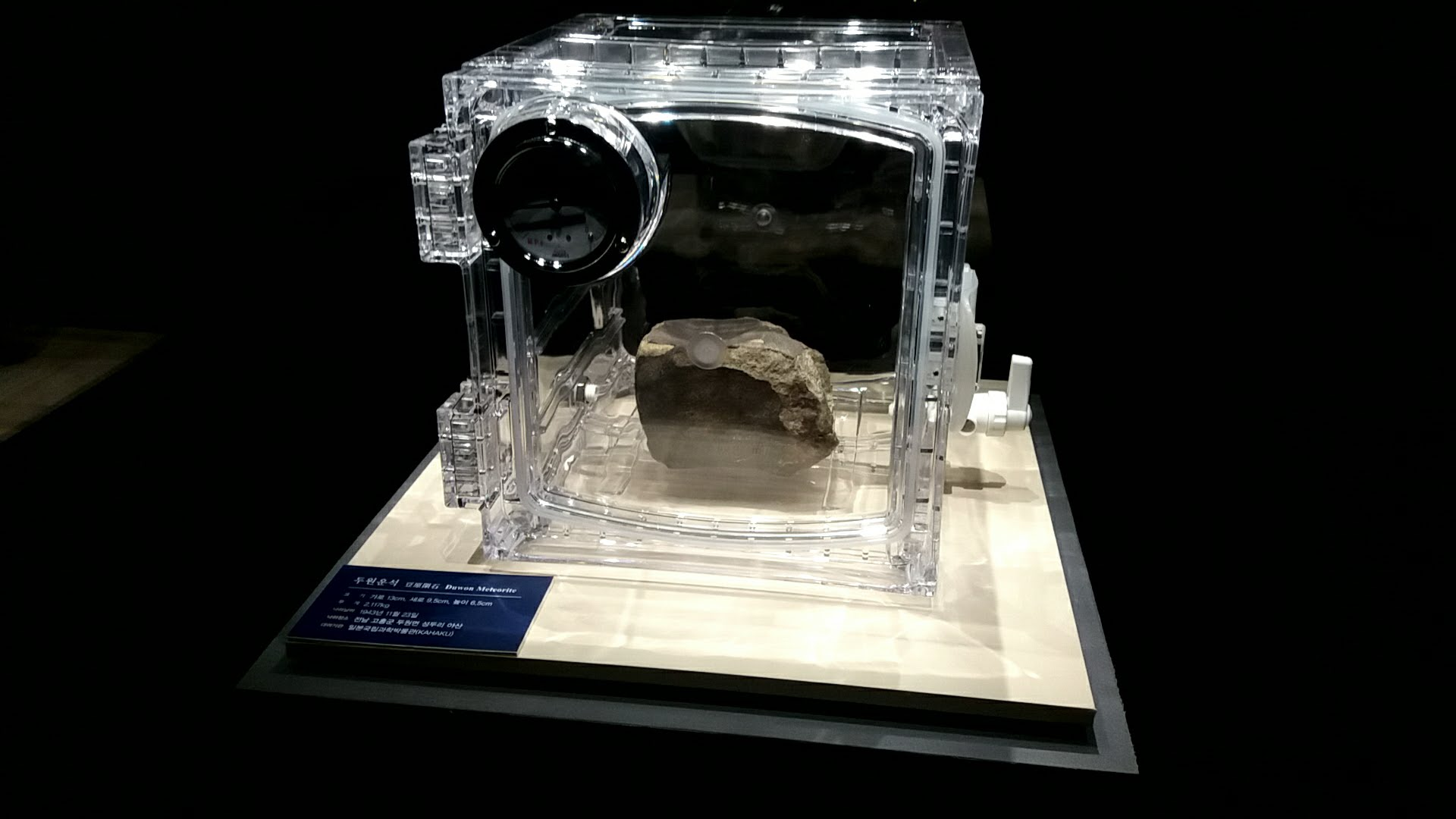
고흥분청문화박물관에 전시된 두원운석.

두원 운석(豆原 隕石, 영어: Duwon meteorite)는 1943년 일제강점기의 전라남도 고흥군 두원면 성두리 186-5 야산에 떨어진 운석이다. 대한민국에서 최초로 낙하 위치가 확인된 운석이다. 이후 일본의 국립과학박물관에서 보관하다가, 영구 임대 방식으로 대한민국으로 옮겨지어 한국지질자원연구원 운석신고센터에서 보관하고 있다.

## 구성
1943년 일제강점기의 전라남도 고흥군 두원면 성두리 186-5 야산에 떨어진 운석이다. 대한민국에서 최초로 낙하 위치가 확인된 운석이다. 이름은 국제운석학회의 관례에 따라 낙하 지역 이름으로 명명되었다. 크기는 가로 13cm, 세로 9.5cm, 높이 6.5cm, 무게 2.117kg이며, 모양은 동그랗고 길쭉한 형태이다. 표면에는 운석이 낙하하면서 녹았던 부분이 굳으며 생기는 막인 용융각이 많이 남아있다. 보통 콘드라이트 L로 구성된 석질 운석이며, 분화되지 않은 시원 운석이다.

## 보관
발견자는 초등학교 교장을 하던 일본인으로, 일본의 항복 이후 일본으로 건너가 도쿄의 국립과학박물관에서 보관하게 된다. 그동안 일본의 국립과학박물관은 이 운석을 연구하여 학계에 발표하기도 했고, 1985년에는 대영박물관의 운석 연감에도 실었다. 이 운석 연감을 보던 서울대학교 지구과학교육과의 이민성 교수가 해당 운석의 기록을 발견하게 되고, 추적 끝에 국립과학박물관에 전시되고 있는 것을 알아낸다. 이에 이민성 교수는 박물관을 찾아 반환을 요구했으나 거절당한다. 도쿄대학 지질학과 교수들에게도 일본 정부를 설득해줄 것을 부탁했으나 이 역시 이루어지지 않는다.
이런 소식을 들은 한국자원연구소(현 한국지질자원연구원)는 김대중 대통령의 일본 방문에 맞춰 돌려받는 방안을 세우게 된다. 이에 김대중 정부는 몇년 간 협상 벌여, 결국 1999년 영구 임대 형식으로 대한민국으로 들여와 보관하게 된다. 2022년 1월 현재 현재 한국지질자원연구원의 운석신고센터에 보관하고 있다. 2017년 10월 31일부터 2018년 2월 말까지 고흥분청문화박물관에서 전시되었다.

## 같이 보기
- 진주 운석
- 충돌 사건
- 근지구 천체
- 퉁구스카 폭발사건
- 2013년 첼랴빈스크 운석 낙하